# Washington Camacho
Washington Camacho, vollständiger Name Washington Fernando Camacho Martínez, (* 8. April 1986 in Paso de los Toros) ist ein uruguayischer Fußballspieler.

## Karriere
Der 1,77 Meter große Mittelfeld- bzw. Defensivakteur Camacho gehörte zu Beginn seiner Karriere von der Apertura 2005 bis in die Clausura 2007 dem Kader des Erstligisten Club Atlético Rentistas an. In der Clausura 2008 sowie der Spielzeit 2008/09 war er Spieler bei Bella Vista. In der Saison 2008/09 wird ein Erstligator für ihn ausgewiesen. Es folgte in der Spielzeit 2009/10 eine Karrierestation bei Juventud in der Segunda División. Mitte August 2010 schloss er sich dem Erstligisten El Tanque Sisley an. Nach 18 Erstligaeinsätzen und einem Tor zog er im Juli 2011 weiter zum Ligakonkurrenten Club Atlético Cerro. Bei den Montevideanern lief er 19-mal (kein Tor) in der Primera División auf. Während seiner Zeit beim Cerro wurde er im Juli 2012 anlässlich der Vorfälle bei der am 6. Mai 2012 ausgetragenen Erstligabegegnung zwischen den Vereinen Cerro Largo FC und Club Atlético Cerro, bei der es zu einer Schlägerei unter den beteiligten Teams kam, gemeinsam mit insgesamt elf weiteren Profifußballern von der uruguayischen Justiz angeklagt. Während Gonzalo Viera, Pablo Bentancur, Andrés Ravecca, Mathías Rolero, Marcos Otegui, Gustavo Varela, César Faletti, Óscar Morales, Marcel Román, Emiliano García und Carlos Figueredo lediglich die Beteiligung an einer Schlägerei vorgeworfen wurde, richtete sich gegen ihn in diesem Zusammenhang eine Anklage wegen Körperverletzung. Im Juli 2012 führte sein Karriereweg ins benachbarte Ausland zum argentinischen Verein CD Godoy Cruz. Dort bestritt er zehn Partien (kein Tor) in der Primera División, zwei (kein Tor) in der Copa Argentina und setzte ab Anfang Juli 2013 seine sportliche Laufbahn bei Defensa y Justicia in der Primera B Nacional fort. Bei den Argentiniern trug er mit fünf Toren in 40 Ligaeinsätzen zum Aufstieg bei. Zudem absolvierte er drei Begegnungen (kein Tor) in der Copa Argentina. Nach dem Aufstieg setzte der Trainer ihn in weiteren 18 Erstligapartien ein (vier Tore). Anfang Februar 2015 folgte sein Transfer zum Racing Club nach Avellaneda. Dort wurde er dort in 33 Ligaspielen (vier Tore), vier Begegnungen (kein Tor) der Copa Argentina, neun Partien (ein Tor) der Copa Libertadores 2015 und drei Spielen (kein Tor) der Copa Libertadores 2016 eingesetzt. Mitte Juli 2016 verpflichtete ihn Rosario Central auf Leihbasis. Mitte 2017 wurde er nach dem bisherigen Leihgeschäft dauerhaft transferiert. Bislang (Stand: 24. Juli 2017) in 27 Erstligaspielen (acht Tore) und fünf Pokalpartien (kein Tor) eingesetzt.